# Nathalie Guetta
Nathalie Evalyne Guetta (Parigi, 9 settembre 1958) è un'attrice e circense francese naturalizzata italiana, nota al pubblico televisivo italiano soprattutto per il ruolo della perpetua Natalina nella serie televisiva Don Matteo.

## Biografia
Nata da Pierre Guetta, sociologo di origine ebraica marocchina, e da Francine Bourla, gallerista di arte tribale. Ha una sorella gemella, è sorella del giornalista e politico Bernard Guetta; il disc jockey e produttore David Guetta è un fratellastro nato dal secondo matrimonio del padre.
All'età di 16 anni lascia la natia Parigi per seguire corsi e spettacoli circensi in Francia e nel Benelux. Dopo sei anni arriva a Napoli, ed inizia la sua attività anche insegnando clownistica e realizzando spettacoli con burattini.
Nel 1989 acquista notorietà presso un pubblico più vasto, grazie alle sue partecipazioni al Maurizio Costanzo Show in svariati numeri acrobatici. Approda al cinema nel 1987 interpretando un piccolissimo ruolo in Intervista di Federico Fellini, viene poi notata da Cristina Comencini, che la scrittura per il suo film I divertimenti della vita privata, inizia così la sua carriera di attrice, comparendo soprattutto in produzioni per la televisione. Nella sua carriera ottiene anche una nomination ai Nastro d'Argento.
Dal 2000 è nel cast della fiction Don Matteo di Rai 1.
Nel 2018 prende parte come concorrente alla tredicesima edizione del talent show di Rai 1 Ballando con le stelle, condotto da Milly Carlucci, e dallo stesso anno partecipa ad alcune puntate di Stasera tutto è possibile, varietà di Rai 2 condotto da Amadeus e poi da Stefano De Martino.
Nel 2023 partecipa come concorrente a Il cantante mascherato, sotto la maschera del Criceto, arrivando terza.
Nel 2025 partecipa come concorrente a Pechino Express in coppia con Vito Bucci.

## Vita privata
Fino al 2020 è stata sposata con Yudiel Sánchez, conosciuto a Cuba nel 2007. 

## Filmografia

### Cinema

Nathalie Guetta nella settima puntata della prima serie di Don Matteo (2000)

- Intervista, regia di Federico Fellini (1987)
- Roma-Paris-Barcelona, regia di Paolo Grassini e Italo Spinelli (1989)
- I divertimenti della vita privata, regia di Cristina Comencini (1990)
- Ricky & Barabba, regia di Christian De Sica (1992)
- Ritorno a casa Gori, regia di Alessandro Benvenuti (1996)
- Un bugiardo in paradiso, regia di Enrico Oldoini (1998)
- L'ultimo regalo, regia di Marcello Daciano – cortometraggio (2004)
- Passo a due, regia di Andrea Barzini (2005)
- Nessun messaggio in segreteria, regia di Paolo Genovese e Luca Miniero (2005)
- La cena per farli conoscere, regia di Pupi Avati (2007)

### Televisione
- Dio vede e provvede – serie TV, 2 episodi (1996-1997)
- Nuda proprietà vendesi, regia di Paolo Costella ed Enrico Oldoini – film TV (1997)
- Don Matteo – serie TV, 275 episodi (2000-in corso)
- Ho sposato uno sbirro – serie TV, episodio 2x10 (2010)

## Programmi televisivi
- Cielito Lindo (Rai 3, 1993)
- Dopo fiction (Rai 1, 2017)
- Ballando con le stelle (Rai 1, 2018) concorrente
- Stasera tutto è possibile (Rai 2, dal 2018)
- Prodigi - La musica è vita  (Rai 1, 2018)
- Una voce per Padre Pio (Rai 1, 2020)
- Bar Stella (Rai 2, 2022-2023)
- Il cantante mascherato (Rai 1, 2023) concorrente
- Pechino Express (Sky Uno, 2025) concorrente

## Riconoscimenti
- Nastro d'argento
  - 1991 – Candidatura alla miglior attrice non protagonista per I divertimenti della vita privata
- Festival di Taormina
  - 2018 – Candidatura all'arancio d'oro televisivo per Don Matteo